# Potenza Sport Club 1966-1967
Questa pagina raccoglie le informazioni riguardanti il Potenza Sport Club nelle competizioni ufficiali della stagione 1966-1967.

## Stagione
Nella stagione 1966-1967 il Potenza disputò il quarto campionato di Serie B della sua storia.

## Divise
| 1ª maglia |

## Organigramma societario[1]
Area direttiva
- Presidente: Giovanni Ferri

Area tecnica
- Allenatore: Alfredo Mancinelli

## Rosa
| N. |                   | Ruolo | Calciatore          |
| -- | ----------------- | ----- | ------------------- |
|    | Italia (bandiera) | P     | Rosario Di Vincenzo |
|    | Italia (bandiera) | P     | Luciano Masiero     |
|    | Italia (bandiera) | D     | Franco Baldisseri   |
|    | Italia (bandiera) | D     | Franco Ciardi       |
|    | Italia (bandiera) | D     | Ernesto Marcolini   |
|    | Italia (bandiera) | D     | Rosario Spanò       |
|    | Italia (bandiera) | D     | Mario Zanon         |
|    | Italia (bandiera) | C     | Aldo Agroppi        |
|    | Italia (bandiera) | C     | Gennaro Cappiello   |

| N. |                   | Ruolo | Calciatore          |
| -- | ----------------- | ----- | ------------------- |
|    | Italia (bandiera) | C     | Vittorio Carioli    |
|    | Italia (bandiera) | C     | Franco Carrera      |
|    | Italia (bandiera) | C     | Pier Luigi Meciani  |
|    | Italia (bandiera) | C     | Andrea Nesti        |
|    | Italia (bandiera) | C     | Ettore Venturelli   |
|    | Italia (bandiera) | A     | Francesco Cianfrone |
|    | Italia (bandiera) | A     | Giampaolo Piaceri   |
|    | Italia (bandiera) | A     | Vincenzo Rosito     |
|    | Italia (bandiera) | A     | Fernando Veneranda  |

## Risultati

### Serie B

#### Girone d'andata
| Reggio Calabria 11 settembre 1966 | Reggina         | 0 – 0 | Potenza | Stadio Comunale\| Arbitro: \| Nencioni (Roma) \| |
| Arbitro:                          | Nencioni (Roma) |       |         |                                                  |

| Arbitro: | Marengo (Chiavari) |

|            |           |                        |
| Pereni 41’ | Marcatori | 7’, 13’ (rig.) Carrera |

| Arbitro: | Di Tonno (Lecce) |

|                      |           |  |
| Veneranda 47’ (rig.) | Marcatori |  |

| Arbitro: | Toselli (Cormons) |

|             |           |  |
| Piaceri 28’ | Marcatori |  |

| Arbitro: | Giunti (Arezzo) |

|             |           |  |
| Benigni 39’ | Marcatori |  |

| Arbitro: | Schinetti (Brescia) |

|             |           |  |
| Damiano 36’ | Marcatori |  |

| Potenza 23 ottobre 1966 | Potenza          | 0 – 0 | Pisa | Stadio Alfredo Viviani\| Arbitro: \| Piantoni (Terni) \| |
| Arbitro:                | Piantoni (Terni) |       |      |                                                          |

| Arbitro: | Vitullo (Roma) |

|                               |           |  |
| Vanara 52’ (aut.) Piaceri 79’ | Marcatori |  |

| Arbitro: | Giola (Pisa) |

|              |           |  |
| da Costa 82’ | Marcatori |  |

| Arbitro: | Possagno (Treviso) |

|                                     |           |                      |
| Marini 82’ (aut.) Tonani 90’ (aut.) | Marcatori | 41’ Tribuzio 66’ Bui |

| Arbitro: | Palazzo (Palermo) |

|                                      |           |              |
| Cresci 25’ (aut.) Carrera 80’ (rig.) | Marcatori | 62’ Anastasi |

| Potenza 27 novembre 1966 | Potenza                      | 0 – 0 | Sampdoria | Stadio Alfredo Viviani\| Arbitro: \| De Robbio (Torre Annunziata) \| |
| Arbitro:                 | De Robbio (Torre Annunziata) |       |           |                                                                      |

| Arbitro: | Toselli (Cormons) |

|                           |           |                                                |
| Benvenuto 32’ Ferrari 42’ | Marcatori | 34’, 54’ Rosito 80’ Agroppi 83’ (rig.) Carrera |

| Arbitro: | Picasso (Chiavari) |

|                                                   |           |            |
| Fumagalli 4’ Piccioni 8’ Fracassa 88’ La Rosa 89’ | Marcatori | 38’ Rosito |

| Arbitro: | Schettini (Padova) |

|             |           |  |
| Carrera 80’ | Marcatori |  |

| Arbitro: | Figuccia (Marsala) |

|  |           |             |
|  | Marcatori | 52’ Carrera |

| Arbitro: | Pieroni (Roma) |

|             |           |            |
| Cairoli 50’ | Marcatori | 1’ Piaceri |

| Arbitro: | Nencioni (Roma) |

|             |           |                |
| Agroppi 47’ | Marcatori | 62’ Mascheroni |

| Arbitro: | Vacchini (Milano) |

|  |           |                  |
|  | Marcatori | 67’ (aut.) Nesti |

#### Girone di ritorno
| Potenza 5 febbraio 1967 | Potenza            | 0 – 0 | Reggina | Stadio Alfredo Viviani\| Arbitro: \| Figuccia (Marsala) \| |
| Arbitro:                | Figuccia (Marsala) |       |         |                                                            |

| Arbitro: | Varazzani (Parma) |

|            |           |            |
| Rosito 28’ | Marcatori | 88’ Pereni |

| Arbitro: | Schinetti (Brescia) |

|           |           |               |
| Bigon 56’ | Marcatori | 12’ Veneranda |

| Arbitro: | Barbaresco (Cormons) |

|  |           |             |
|  | Marcatori | 47’ Piaceri |

| Arbitro: | Torelli (Cormano) |

|  |           |               |
|  | Marcatori | 45’ Gilardoni |

| Arbitro: | Camozzi (Ascoli Piceno) |

|               |           |  |
| Veneranda 40’ | Marcatori |  |

| Arbitro: | Canova (Bologna) |

|                  |           |            |
| Nesti 80’ (aut.) | Marcatori | 20’ Rosito |

| Arbitro: | Possagno (Treviso) |

|                           |           |  |
| Locatelli 22’ Taccola 59’ | Marcatori |  |

| Arbitro: | Piantoni (Terni) |

|               |           |                   |
| Veneranda 74’ | Marcatori | 35’ (rig.) Savoia |

| Arbitro: | Camozzi (Ascoli Piceno) |

|                                  |           |                    |
| Agroppi 59’ Veneranda 72’ (rig.) | Marcatori | 25’ Vitali 31’ Bui |

| Arbitro: | Bigi (Padova) |

|                                     |           |  |
| Agroppi 34’ (aut.) Renna 44’ (rig.) | Marcatori |  |

| Arbitro: | Palazzo (Palermo) |

|              |           |  |
| Tentorio 63’ | Marcatori |  |

| Arbitro: | Canova (Bologna) |

|  |           |                                 |
|  | Marcatori | 11’, 45’ Flaborea 52’ Benvenuto |

| Arbitro: | Barbaresco (Cormons) |

|                                |           |  |
| Cianfrone 17’, 24’ Carrera 88’ | Marcatori |  |

| Arbitro: | Michelotti (Parma) |

|                                  |           |  |
| Lojacono 13’ (rig.) Pasquina 73’ | Marcatori |  |

| Arbitro: | Motta (Monza) |

|                                       |           |  |
| Carrera 38’ (rig.), 63’ Veneranda 62’ | Marcatori |  |

| Arbitro: | Carminati (Milano) |

|             |           |  |
| Carrera 59’ | Marcatori |  |

| Arbitro: | De Marchi (Pordenone) |

|                    |           |               |
| Bramati 77’ (rig.) | Marcatori | 15’ Cianfrone |

| Arbitro: | Bravi (Roma) |

|                                                   |           |  |
| Bercellino II 59’, 77’ Nardoni 62’ Perrucconi 72’ | Marcatori |  |

### Coppa Italia

#### Primo turno eliminatorio
| Arbitro: | Vitullo (Roma) |

|                |           |  |
| Cavicchia 112’ | Marcatori |  |

## Statistiche

### Statistiche di squadra
| Competizione | Punti | In casa | In casa | In casa | In casa | In casa | In casa | In trasferta | In trasferta | In trasferta | In trasferta | In trasferta | In trasferta | Totale | Totale | Totale | Totale | Totale | Totale | DR |
| Competizione | Punti | G       | V       | N       | P       | Gf      | Gs      | G            | V            | N            | P            | Gf           | Gs           | G      | V      | N      | P      | Gf     | Gs     | DR |
| ------------ | ----- | ------- | ------- | ------- | ------- | ------- | ------- | ------------ | ------------ | ------------ | ------------ | ------------ | ------------ | ------ | ------ | ------ | ------ | ------ | ------ | -- |
| Serie B      | 39    | 19      | 9       | 7       | 3       | 20      | 11      | 19           | 4            | 6            | 9            | 15           | 27           | 38     | 13     | 13     | 12     | 35     | 38     | -3 |
| Coppa Italia |       | -       | -       | -       | -       | -       | -       | 1            | 0            | 0            | 1            | 0            | 1            | 1      | 0      | 0      | 1      | 0      | 1      | -1 |
| Totale       | -     | 19      | 9       | 7       | 3       | 20      | 11      | 20           | 4            | 6            | 10           | 15           | 28           | 39     | 13     | 13     | 13     | 35     | 39     | -4 |

### Statistiche dei giocatori[4]
| Giocatore      | Serie B  | Serie B | Coppa Italia | Coppa Italia | Totale   | Totale |
| Giocatore      | Presenze | Reti    | Presenze     | Reti         | Presenze | Reti   |
| -------------- | -------- | ------- | ------------ | ------------ | -------- | ------ |
| A. Agroppi     | 34       | 3       | -            | -            | 34       | 3      |
| F. Baldisseri  | 1        | 0       | -            | -            | 1        | 0      |
| G. Cappiello   | 3        | 0       | -            | -            | 3        | 0      |
| V. Carioli     | 34       | 0       | 1            | 0            | 35       | 0      |
| F. Carrera     | 35       | 10      | 1            | 0            | 36       | 10     |
| F. Cianfrone   | 6        | 3       | 1            | 0            | 7        | 3      |
| F. Ciardi      | 35       | 0       | 1            | 0            | 36       | 0      |
| R. Di Vincenzo | 38       | -38     | 1            | -1           | 39       | -39    |
| E. Marcolini   | 27       | 0       | -            | -            | 27       | 0      |
| P.L. Meciani   | 16       | 0       | 1            | 0            | 17       | 0      |
| A. Nesti       | 38       | 0       | 1            | 0            | 39       | 0      |
| G. Piaceri     | 29       | 4       | -            | -            | 29       | 4      |
| V. Rosito      | 32       | 5       | 1            | 0            | 33       | 5      |
| R. Spanò       | 12       | 0       | 1            | 0            | 13       | 0      |
| F. Veneranda   | 33       | 6       | 1            | 0            | 34       | 6      |
| E. Venturelli  | 33       | 0       | 1            | 0            | 34       | 0      |
| M. Zanon       | 12       | 0       | 1            | 0            | 13       | 0      |